# 亨利三十五世 (施瓦茨堡-松德斯豪森)
亨利三十五世（德語：Heinrich XXXV.，1689年11月8日—1758年11月6日），施瓦茨堡-松德斯豪森親王，1740年至1758年在位。